# 奧地利國家男子排球隊
奧地利國家男子排球隊是奧地利的男子排球國家隊。奧地利在1953年加盟國際排聯。奧地利在1956年首次參加世界排球錦標賽的賽事。在2000年代之後，奧地利還沒有參加過世界主要排球賽事。